# Torre de la Llebre
La Torre de la Llebre és una obra del municipi de Rubí (Vallès Occidental) protegida com a bé cultural d'interès local.

## Descripció
Conjunt de cases i un molí molt reformat. L'edifici principal té estructura cúbica, amb planta baixa, un primer pis força alt i un petit graner obert amb arcs rebaixats.

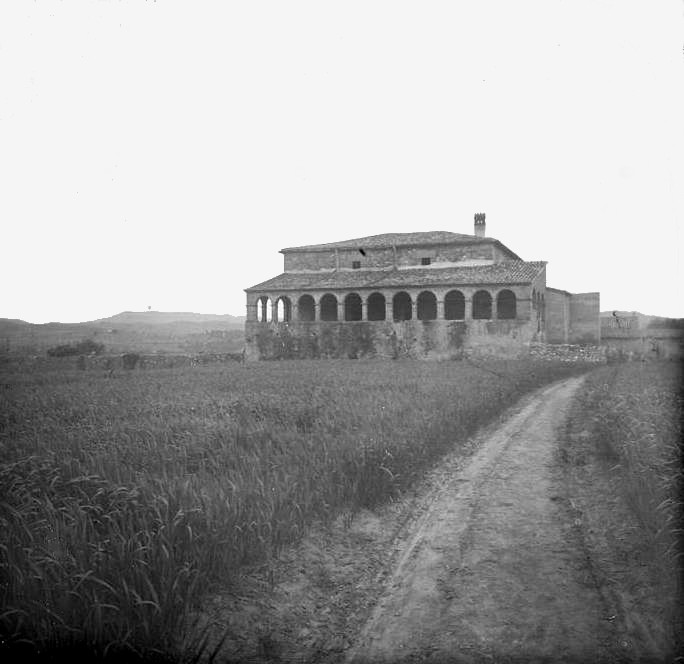
Any 1919

La façana va ser realitzada amb pedra i després arrebossada en blanc i manté un esquema simètric dels elements. S'obre un gran balcó a l'eix central, per sobre de la porta d'entrada, que és d'arc de mig punt adovellat. A les zones angulars i a les obertures s'han utilitzat carreus. Pel damunt del balcó hi ha un rellotge de sol i per sobre la teulada, s'aixeca una petita torre de defensa.

## Història
Va ser un lloc de defensa al sud de Rubí. Se sap que pertanyia al monestir de Sant Cugat i a la parròquia de Santa Maria de Campanyà. Ha tingut diversos noms i al segle xiii s'anomenava Mas Plà.